# جزيرة دامار الصغرى
جزيرة دامار الصغرى وهي جزيرة من جزر إندونيسيا، وتقع في إقليم جاكارتا، في بولاو سيريبو ضمن جنوب الجزر الألف.